# Гидрофобные мазевые основы
Гидрофобные мазевые основы — мазевые основы, предназначенные для лекарственных форм, действующие вещества которых гидрофобны. В группе гидрофобных основ объединены основы и их компоненты, имеющие различную химическую природу и обладающие ярко выраженной гидрофобностью.

## Жировые основы
Животные жиры
Применяют в качестве мазевых основ ещё с древних времен и до сих пор. По химической природе являются триглицеридами. По свойствам близкие к жировым выделениям кожи. Кроме того, жиры содержат неомыляемые компоненты, среди которых преобладают стерины. Животные жиры содержат холестерин, а растительные — фитостерин.
Из животных жиров наиболее распространен Свиной жир — Adeps suillus seu Axungia porcina (depurata). Это смесь триглицеридов стеариновой, пальмитиновой, олеиновой и линолевой кислот. Содержит также небольшое количество холестерина. Это белая масса практически без запаха. Температура плавления = 34-36 °C.
Достоинства: Мази на свином жире хорошо всасываются кожей, не оказывают раздражающего действия и легко удаляются мыльной водой.
Свиной жир легко смешивается и сплавляется с другими жирами, восками, углеводородами, смолами и жирными кислотами. Благодаря содержанию стеарина, свиной жир может инкорпорировать до 25 % воды, 70 % спирта, 35 % глицерина, образуя с ними стабильные эмульсионные системы.
Недостатки: Под влиянием света, тепла, воздуха и микроорганизмов жир прогоркает, приобретая резкий, неприятный запах, кислую реакцию и раздражающее действие.
Твёрдый свиной жир способен к окислению, он не пригоден для изготовления мазей с окислителями. Реагирует с веществами щелочного характера, солями тяжёлых металлов, цинком, медью и висмутом — при этом образуются мыла. Мази темнеют, становятся плотными и вязкими.
Растительные жиры
Большая их часть имеет жидкую консистенцию, что связано с высоким содержанием глицеридов непредельных кислот. В связи с этим, растительные жиры могут использоваться только как компоненты мазевых основ. По своей устойчивости, растительные жиры аналогичны животным — прогоркают при длительном хранении, но благодаря содержанию фитонцидов, они более устойчивы к воздействию микроорганизмов. Наиболее широко применяются подсолнечное, арахисовое, оливковое, персиковое, миндальное, абрикосовое масла.
Достоинства: биологическая безвредность, фармакологическая индифферентность, проникают через эпидермис.
Гидрогенизированные жиры
Полусинтетический продукт, получаемый каталитическим гидрированием жирных растительных масел. При этом непредельные глицериды жирных масел переходят в предельные, мягкой консистенции. В зависимости от степени гидрогенизации можно получить жиры различной консистенции. Обладая положительными качествами животных жиров, они характеризуются большей устойчивостью.
Гидрожир или «саломас» (сало из масла) — Adeps hydrogenisatus
Его получают из рафинированных растительных масел. По свойствам подобен жирам, но имеет более вязкую консистенцию. В качестве основы используют его сплав с растительным маслом, называемый «растительным салом».
Комбижир — Adeps compositus
Состоит из пищевого саломаса, растительного масла и свиного жира. Зарубежные фармакопеи разрешают к применению гидрогенизированное арахисовое и касторовое масла.
Воски
Это сложные эфиры жирных кислот и высших одноатомных спиртов. В качестве компонента основ используют воск пчелиный — Cera flava, представляющий собой твёрдую ломкую массу темно-жёлтого цвета с температурой плавления = 63-65 °C. Воски химически инертны. Хорошо сплавляются с жирами и углеводами. Применяются для уплотнения мазевых основ.
Спермацет — Cetaceum
Это сложный эфир жирных кислот и цетилового спирта. Твёрдая жирная масса с температурой плавления = 42-54 °C. Легко сплавляется с жирами, углеводородами и широко применяется в технологии кремов и косметических мазей.

## Углеводородные основы
Углеводороды являются продуктами переработки нефти. Достоинства: химическая индифферентность, стабильность и совместимость с большинством лекарственных веществ. Наиболее широкое применение находят следующие основы:
Вазелин — Vaselinum
Это смесь жидких, полужидких и твёрдых углеводородов с С17 ÷ С35. Это вязкая масса, тянущаяся нитями, белого или желтоватого цвета. Температура плавления = 37-50 °C. Смешивается с жирами, жирными маслами (за исключением касторового). Инкорпорирует до 5 % воды за счет вязкости. Не всасывается кожей. Медленно и не полностью высвобождает лекарственные вещества, в связи с чем может использоваться только для мазей поверхностного действия.

Недостатки: Нарушается физиологическая функция кожи, часто вызывает аллергии, нельзя применять лицам с дерматитами, экземами и чувствительной кожей. Плохо удаляется с места нанесения.

Гидрофилизация с вазелином путём сплавления с ланолином повышает абсорбцию лекарственных веществ из мазей, но не устраняет указанные недостатки. Зарубежный аналог называется Petrolatum. В России петролатом называют тугоплавкий аналог вазелина (температура плавления = 60 °C)
Парафин — Parafinum
Смесь предельных высокоплавких углеводородов с температурой плавления 50-57 °C. Белая жирная на ощупь масса. Используется как уплотнитель мазевых основ.
Вазелиновое масло — Oleum vaselini seu Parafinum liquidum
Смесь предельных углеводородов с С10 ÷ С15. Бесцветная маслянистая жидкость, смягчающая мазевые основы. Смешивается с жирами и маслами (за исключением касторового) и обладает всеми недостатками вазелина.
Озокерит — Ozokeritum
Воскоподобный минерал темно-коричневого цвета с запахом нефти. В химическом отношении это смесь высокомолекулярных углеводородов. Содержит серу и смолы. Температура плавления 50-65 °C. Применяется как уплотнитель.
Церезин — Ceresinum
Очищенный озокирит. Аморфная бесцветная ломкая масса с температурой плавления 68-72 °C. Применяется как уплотнитель.
Искусственный вазелин — Vaselinum artificiale
Сплавы парафина, азокирита, церезина в различных соотношениях. Наиболее качественным является искусственный вазелин с церезином.
Нафталанская нефть — Naphthalanum liquidum rafinatum
Густая сиропооразная жидкость чёрного цвета с зеленоватой флюоресценцией и специфическим запахом. Хорошо смешивается с жирными маслами и глицерином. Оказывает местное анестезирующее и антимикробное действие. Для получения мазевой основы уплотняется парафином или вазелином. Используется в таких формах, как, например, мазь нафталанская.
Полиэтиленовые или полипропиленовые гели
Представляют собой сплав полиэтилена или полипропилена при низком или высоком давлении с минеральными маслами. Достаточно индифферентны, совместимы с рядом лекарственных веществ. Могут использоваться для мазей поверхностного действия.

## Силикон-содержащие безводные основы
Их обязательным компонентом являются поли-органо-силоксановые жидкости (ПОСЖ). ПОСЖ имеют названия: эсилон-4 (степень конденсации=5) или эсилон-5 (степень конденсации=12). Их применяют как составной компонент сложных мазевых основ. Образуют однородные сплавы с вазелином или ланолином безводным. Хорошо смешиваются с жирными и минеральными маслами.
Силиконовые основы получают двумя способами: сплавлением силиконовой жидкости с другими гидрофобными компонентами, либо загущением силиконовой жидкости аэросилком. В качестве основы используется эсилон-аэросильная основа состава: эсилон-5 — 84 части, аэросила — 16 частей. По внешнему виду это бесцветный прозрачный гель.
Достоинства: высокая стабильность, отсутствие раздражающего действия, не нарушает физиологических функций кожи

Недостатки: медленно высвобождает лекарственные вещества, может использоваться только для мазей поверхностного действия. Также вызывает поражение конъюнктивы глаза, поэтому не может использоваться в глазных мазях.